# Albericus fafniri
Albericus fafniri är en groddjursart som beskrevs av Menzies 1999. Albericus fafniri ingår i släktet Albericus och familjen Microhylidae. IUCN kategoriserar arten globalt som otillräckligt studerad. Inga underarter finns listade i Catalogue of Life.